# تاليا الغول
تاليا الغول (بالإنجليزية: Talia al Ghul)‏ هي شخصية خيالية تظهر في القصص المصورة التي تنشرها دي سي كومكس وبالأخص التي يظهر فيها باتمان. ابتكرت هذه الشخصية من قبل دينيس أونيل وبوب براون. ظهرت للمرة الأولى في ديتكتيف كومكس رقم 411 في سنة 1971. هي ابنة رأس الغول، أحياناً يتم تصويرها كبطلة مخالفة للعرف أو كشريرة. أدت هيلين سلاتر صوت الشخصية في مسلسل باتمان الكرتوني سنة 1992. ثم أدت ستانا كاتيك صوتها في لعبة الفيديو باتمان: أركام سيتي سنة 2011. وأدت ماريون كوتيار الشخصية في فيلم نهوض فارس الظلام سنة 2012.